# Ceropegia ahmarensis
Ceropegia ahmarensis är en oleanderväxtart som beskrevs av P. S. Masinde. Ceropegia ahmarensis ingår i släktet Ceropegia och familjen oleanderväxter. Inga underarter finns listade i Catalogue of Life.